# Mustafa Sejmenovic
Mustafa Sejmenovic, né le 3 janvier 1986, est un footballeur bosno-suisse qui joue au poste de défenseur central.

## Biographie
Mustafa Sejmenovic naît le 3 janvier 1986. Il a deux sœurs cadettes.
Il arrive en Suisse en 1992, à l'âge de 6 ans. Il fait toute sa scolarité à Yverdon, dans le canton de Vaud, puis un apprentissage d'automaticien dans la même ville parallèlement à sa carrière sportive. 
Il est naturalisé suisse entre avril 2004 et mars 2005. 
Il se marie en 2011. 

## Parcours sportif
Mustafa Sejmenovic joue au poste d'attaquant avant de rejoindre l'équipe de Suisse des moins de 19 ans, où il est repositionné au milieu de terrain.
Il joue ses premiers matchs professionnels sous les couleurs d'Yverdon-Sport en deuxième division suisse à partir de 2003 et participe au titre synonyme de montée du club lors de la saison 2004-2005. Il découvre la Super League la saison suivante lors des premières journées avant d'être prêté au FC Baulmes en deuxième division.
Il revient au club en 2006, alors redescendu en Challenge League et connaît même la relégation en troisième division en 2011. Il aide le club à remonter la saison suivante avant de quitter le club après être devenu le joueur le plus capé avec deux-cent trente six matchs et quinze but avec son club formateur pour rejoindre le FC Biel-Bienne.
En 2015, il signe au Neuchâtel Xamax FCS avec qui il est remporte de nouveau la Challenge League en 2018. Il joue sa première saison complète dans l'élite la saison suivante. Après un retour au Yverdon Sport entre 2019 et 2021, le temps d'aider le club à remonter en deuxième division, il termine sa carrière en remportant deux titres de cinquième division en deux ans avec le FC Portalban-Gletterens et l'équipe réserve d'Yverdon Sport.

## Palmarès
Il est champion de Challenge League en 2005 avec Yverdon-Sport et en 2018 avec Neuchâtel Xamax FCS.
Il est champion de troisième division suisse en 2021 avec Yverdon-Sport.
Il remporte la cinquième division suisse en 2022 avec le FC Portalban et en 2023 avec l'équipe réserve d'Yverdon Sport.